# Риново (Західнопоморське воєводство)
Риново (пол. Rynowo, нім. Rienow) — село в Польщі, у гміні Лобез Лобезького повіту Західнопоморського воєводства.
Населення — 171 особа (2011).
У 1975-1998 роках село належало до Щецинського воєводства.

## Демографія
Демографічна структура станом на 31 березня 2011 року:
|          | Загалом | Допрацездатний вік | Працездатний вік | Постпрацездатний вік |
| -------- | ------- | ------------------ | ---------------- | -------------------- |
| Чоловіки | 96      | 15                 | 74               | 7                    |
| Жінки    | 75      | 16                 | 45               | 14                   |
| Разом    | 171     | 31                 | 119              | 21                   |